# I’m Not There: Original Soundtrack
I’m Not There: Original Soundtrack ist eine Doppel-CD, die am 30. Oktober 2007 parallel zum Film I’m Not There erschien. Das Album, das auch auf vier LPs herauskam, enthält 34 Songs von Bob Dylan; auf iTunes gibt es zusätzlich vier Bonustracks. Nur der Titelsong I’m Not There ist in Dylans eigener Version zu hören, die anderen Stücke wurden von verschiedenen Interpreten neu eingespielt.
Den Song I’m Not There hatte Dylan 1967 mit The Band während der Basement Tape Sessions aufgenommen, jedoch nicht veröffentlicht. Auf dem Original-Soundtrack-Album befindet sich neben Dylans Originalaufnahme auch eine Coverversion von Sonic Youth.
Bei einigen Titeln ist eine Begleitband namens The Million Dollar Bashers zu hören. Diese eigens für die Aufnahmen zusammengestellte Supergruppe bestand aus Lee Ranaldo (Gitarre) und Steve Shelley (Schlagzeug) von Sonic Youth, Nels Cline (Gitarre) von Wilco, Tom Verlaine (Gitarre) von Television, Dylans Bassisten Tony Garnier, dem Gitarristen Smokey Hormel sowie dem Keyboarder John Medeski.

## Titelliste

### CD 1
1. All Along the Watchtower – Eddie Vedder und The Million Dollar Bashers
2. I’m Not There – Sonic Youth
3. Goin’ to Acapulco – Jim James und Calexico
4. Tombstone Blues – Richie Havens
5. Ballad of a Thin Man – Stephen Malkmus und The Million Dollar Bashers
6. Stuck Inside of Mobile with the Memphis Blues Again – Cat Power
7. Pressing On – John Doe
8. 4th Time Around – Yo La Tengo und Buckwheat Zydeco
9. Dark Eyes – Iron & Wine und Calexico
10. Highway 61 Revisited – Karen O und The Million Dollar Bashers
11. One More Cup of Coffee – Roger McGuinn und Calexico
12. The Lonesome Death of Hattie Carroll – Mason Jennings
13. Billy 1 – Los Lobos
14. Simple Twist of Fate – Jeff Tweedy
15. Man in the Long Black Coat – Mark Lanegan
16. Señor (Tales of Yankee Power) – Willie Nelson und Calexico

### CD 2
1. As I Went Out One Morning – Mira Billotte
2. Can’t Leave Her Behind – Stephen Malkmus und Lee Ranaldo
3. Ring Them Bells – Sufjan Stevens
4. Just Like a Woman – Charlotte Gainsbourg und Calexico
5. Mama You've Been on My Mind / A Fraction of Last Thoughts on Woody Guthrie – Jack Johnson
6. I Wanna Be Your Lover – Yo La Tengo
7. You Ain’t Goin’ Nowhere – Glen Hansard und Markéta Irglová
8. Can You Please Crawl Out Your Window? – The Hold Steady
9. Just Like Tom Thumb’s Blues – Ramblin’ Jack Elliott
10. The Wicked Messenger – The Black Keys
11. Cold Irons Bound – Tom Verlaine und The Million Dollar Bashers
12. The Times They Are a-Changin’ – Mason Jennings
13. Maggie’s Farm – Stephen Malkmus und The Million Dollar Bashers
14. When the Ship Comes In  – Marcus Carl Franklin
15. The Moonshiner – Bob Forrest
16. I Dreamed I Saw St. Augustine – John Doe
17. Knockin’ on Heaven’s Door – Antony and the Johnsons
18. I’m Not There – Bob Dylan und The Band (1967 aufgenommen)

### iTunes-Bonustracks
1. Main Title Theme (Billy) – Calexico
2. One Too Many Mornings – Joe Henry
3. What Kind of Friend Is This – Lee Ranaldo und Stephen Malkmus
4. Bunkhouse Theme – Calexico